# Manhattan (Kansas)
Manhattan település az Amerikai Egyesült Államok Kansas államában, Riley megyében, melynek megyeszékhelye is. Lakosainak száma 54 100 fő (2020. április 1.).

## Népesség
A település népességének változása:

| 2010 | 52 281 |
| 2020 | 54 100 |